# Француска
Француска (фр. La France; fʁɑ̃sⓘ), званично Француска Република (фр. République française), држава је у западној Европи. Француској припадају и прекоморске територије Валис и Футуна, Гваделуп, Мартиник, Нова Каледонија, Острво Клипертон, Острва Крозе, Гијана, Реинион, Свети Мартин, Сен Бартелеми, Сен Пјер и Микелон, Француска Полинезија, Француске јужне и антарктичке земље представљају пуноправни део француске републике. Површина Француске (рачунајући и њене прекоморске поседе) је 678.107,98 km², а њеног европског дела око 547.030 km². По површини је 39. држава у свету, а трећа у Европи после Русије и Украјине и највећа у Европској унији. Граничи се са Белгијом, Луксембургом, Немачком, Швајцарском, Италијом, Монаком, Шпанијом и Андором у Европи, у Јужној Америци са Бразилом и Суринамом и на Карибима са Холандском прекоморском територијом Свети Мартин и има излаз на Атлантски океан и Средоземно море. Преко ових ван-европских територија, Француска се граничи и са Бразилом, Суринамом и Холандским Антилима. По процени из 2009. Француска је имала 65.073.482 становника. Главни и највећи град Француске је Париз, а остали већи градови су: Марсељ, Лион, Тулуза, Ница, Нант, Стразбур, Бордо, Лил и Тулон.
Територија савремене Француске је скоро иста као и територија античке Галије, коју је насељавало келтско племе Гали. Галију је покорио Рим у 1. веку п. н. е. У 4. веку, германска племена, од којих су најзначајнији Франци, су се населили на територију Галије. Франачка је свој врхунац имала крајем 8. и почетком 9. века. Уговором из Вердена (843), Франачка је подељена на три дела, а из њеног западног дела развила се данашња Француска. Француска је била једна од највећих светских сила од краја 17. века. Она је у 18. и 19. веку, створила велику колонијалну империју широм Северне Америке, западне Африке и југоисточне Азије.
Француска је један од оснивача Уједињених нација, НАТО-а, групе Г8 и Европске економске заједнице, данашње Европске уније. Такође је једна од пет сталних чланица Савета безбедности и нуклеарна сила.

## Географија
Највећи део Француске се налази у западној Европи. На североистоку се граничи са Белгијом и Луксембургом, Немачком и Швајцарском на истоку, на југоистоку са Монаком и Италијом и на југу са Шпанијом и Андором. Са севера и запада запљускује је Атлантски океан (односно Бискајски залив и канал Ламанш), а на југу Средоземно море (Лионски залив и Лигурско море). У саставу Француске је острво Корзика у Средоземном мору и више од 20 прекоморских департмана и зависних територија.
Метрополитанска Француска заузима око 547.030 km², по чему је највећа држава Европске уније. Због специфичног изгледа географске мапе, Француску популарно називају „шестоугао” (фр. l'Hexagone).

### Рељеф
У Француској постоји разноврсни облици рељефа, од приморских равница на северу и западу до веначних планина на југу и југоистоку земље. На југу Француска је од Пиринејског полуострва одвојена венцом Пиринеја, а на југоистоку Алпима. Мон Блан, висок 4.807 m је други највиши врх Европе и највиши врх у њеном западном делу, а налази се на граници Француске и Италије. Овде су реке развиле дубоке долине, а глечери који су и заузимали у леденом добу су их додатно проширили и продубили. За разлику од Алпа, Пиринеји у леденом добу нису били толико подложни глацијацији, па ту нема великих глечера, језера и долина који су карактеристични за Алпе. Због висине Пиринеја, путеви између Шпаније и Француске су врло ограничени. Алпи се према северу настављају Јурским планинама које су граница према Швајцарској. У централном делу Француске налази се Централног масива, валовита висораван висока просечно од 800 до 1000 m, са које се местимично уздижу купе угашених вулкана висине до 1.900 m. Долине Роне и Саоне одвајају ове громадне планине од Алпа. Друга група старих громадних планина су Вогези чија висина иде до 1.200 m. Долина Рајне дели Вогезе од Шварцвалда у Немачкој.
Остатак Француске чине низије. На северу се налази Париски басен, у којем је смештено привредно и популацијско језгро Француске. Париску котлину окружују Арморикански масив, Централни масив, Вогези и Ардени. Око Париза постоји систем концентричних гребена, који раздвајају уске равнице. На југозападу у подножју Пиринеја налази се Аквитанска низија, која се широко отвара према мору. Аквитанска низија је равница са плодним земљиштем.

### Клима
Климатске прилике у Француској су врло разноврсне. За запад и север државе својствена је океанска клима, која је највише изражена у Бретањи. Просечна јулска температура је око 16 °C, а јануарска око 7 °C. Температурне разлике се повећавају према истоку, уз више ведрих и хладних зимских дана, али су и лета прилично ведра и врућа, са мало падавина, која су равномерно распоређена у свим годишњим добима. Планински крајеви имају оштрију климу са дугим снежним зимама. Јужно од Алпа клима је изразито средоземна.

### Воде
- Сена (775 km) — равничарска река која има широко разгранат слив са великим притокама Марном и Оазом. Протиче кроз Париз, а улива се у Ламанш;
- Гарона (575 km) — има извор у шпанском делу Пиринеја, протиче кроз Тулуз и Бордо, а при ушћу у Атлантски океан са Дордоњом образује широки естуар Жиронду. Главне притоке су Тарн и Лот (река);
- Рона (812 km) — најпловнија река Француске, извире у швајцарским Алпима из Ронског ледника и протиче кроз Женевско језеро. Код Лиона прима Саону, а друге веће притоке су Дуранс и Изер. Утиче у Средоземно море у делти Камарг, у којој се налази најнижа тачке Француске од -2 m;
- Лоара (1020 km) — најдужа река Француске, извире на Централном масиву. Прима више притока, од којих су најпознатије Алије, Шер, Ендр и Вјен.

Највеће језеро је Женевско језеро (друго име: језеро Ле Ман, приближна површина горњег слоја: 582 km²).

## Историја

### Праисторија
Људско присуство на територији Француске се може пратити до доба доњег палеолита. Један од најстаријих археолошких налазишта се налази у пећини код Шилака (Горња Лоара) од пре 1.800.000 година. Неандерталци су почели да освајају Европу пре око 200.000 година, али чини се да су изумрли пре око 30.000 година, вероватно јер су изгубили у трци са данашњим људима током леденог доба. Први модерни људи (Homo sapiens) су се појавили у Европи и Француској пре око 50.000 година у периоду горњег палеолита. Археолошка налазишта из горњег палеолита код места Кро Мањон (кромањонски човек), Грималди и Шанселада у долини Дордоње, стара око 25.000 година. У Француској се налази велики број осликаних пећина из времена горњег палеолита, од којих је вероватно најпознатија пећина Ласко (Дордоња, осликана пре око 15.000 година п. н. е.). Из времена неолита најстарије познато налазиште је код Кортезона (Воклиз), из око 4.500. п. н. е.
У периоду мезолита земљорадња је постепено смањила значај пећина, а у неолиту (од 3. миленијума п. н. е.) појавиле су се мегалитске културе. У бронзано доба (око 1500. п. н. е.) почели су се да се развијају трговачки путеви. Гвоздено доба и келтска култура појавиле су се током првог миленијума п. н. е.
Насеља на територији данашње Француске дала су имена неколицини праисторијских култура, као што Ашелска, Мустерска, Солитренска или Магдаленска култура.

### Стари век
Територије данашње Француске, Белгије, северозападне Немачке и северне Италије обухватала је регија Галија у којој су у давној прошлости живели древни келтски народ Гали. Они су се овде доселили око 8. века п. н. е., а у 3. веку п. н. е. заузели цео регион. У доњем току Гароне живели су Аквитанци, блиски Баскима. Гали су су основали градове Лутецију и Бурдигалу, док су Аквитанци основали Толосу. Око 680. п. н. е. на медитеранске обале стигли су грчки колонисти који су основали Масилију, Никају и Антиб. Гали су често ратовали са Аквитанцима и Германима, а између 393. и 388. п. н. е. војска Гала предвођена Бреном је напала Рим након битке на Алији.
Када је картагински војсковођа Ханибал у Другом пунском рату прошао кроз југ Галије, унајмио је галске плаћенике који су се борили на његовој стране у бици код Кане. Југ Француске је био важан Римљанима као копнена веза до Хиспаније па су искористили галски напад на римског савезника Масалију да ставе Нарбонску Галију је под римску власт око 125. п. н. е. Римски конзул Гај Јулије Цезар је 51. п. н. е., након Галских ратова, покорио остатак Галије. Упркос галском отпору који је предводио Верцингеторикс, Гали нису одбили Римљане. Гали су на почетку имали успеха код Герговије, али су коначно поражени код Алезије.
За време Римског царства, галско-римска цивилизација је напредовала. Гали су усвојили латински језик и културу. Од латинског ће се временом развити француски језик. Од другог до петог века нове ере становници Галије су прихватили хришћанство. У деценији након што су Персијанци заробили римског цара Валеријана, римски намесник Постум је 260. успоставио краткотрајно Галоримско царство, које је поред Галије обухватало Пиринејско полуострво и Британију. Галоримско царство је скршио цар Аурелијан после победе у бици код Шалона 274. године.
У Арморику су се у 4. веку доселили Келти из Британије. Они су говорили данас изумрли језик из ког се развио данашњи бретонски језик. Године 418. провинција Аквитанија је дата Визиготима у замену за помоћ у борби против Вандала. Визиготи су претходно 410. године опљачкали Рим и основали престоницу у Тулузу. Римско царство је имало проблема да се избори са свим нападима варвара. Флавије Аеције је морао да користи ова племена једна против других како би осигурао какву-такву римску контролу. Прво је користио Хуне против Бургунда, а Хуни су разорили Вормс, убили краља Гунтера и протерали Бургунде на запад. Аеције је преселио Бургунде код Лугдунума 443. Хуни, које је ујединио Атила, су постали већа опасност, па је Аеције искористио Визиготе против Хуна. Коначни окршај се одиграо у бици на Каталаунским пољима, у којој су Римљани и Готи поразили Хуне.
Римско царство је и даље било пред колапсом. Аквитанија је дефинитивно препуштена Визиготима, који су ускоро покорили јужну Галију и већину Пиринејског полуострва. Бургунди су тражили своје краљевство, а северни део Галије је препуштен Францима. Само је део северне Француске са центром у граду Соасону и даље признавао власт римских царева. Осим германских народа, и Васконци су ушли у Васкоњу из Пиринеја, а Бретонци у основали своја краљевства у Арморици.

### Франачка
У 4. и 5. веку, Галију су преплавила германска племена: Бургунди, Визиготи и Франци, по којима је касније Француска добила име. Краљ салијских Франака Хлодовех из династије Меровинга је примио хришћанство 498. године. Франци су били прво германско племе које је прихватило хришћанство у правоверном облику, за разлику од осталих Германа који су хришћанство примили у облику аријанства. Већину територије данашње Француске ујединио је Хлодовех 507. године, ставивши под власт Франака Алемане, Бургунде и Визиготе северно од Пиринеја. После Хлодовехове смрти Франачка је прошла кроз дуг период подела, грађанских ратова и уједињења. Током овог периода појавили су се ентитети Неустрија, Аустразија, Бургундија и Аквитанија. Власт краљева је све више слабила, док је власт мајордома (главног службеника краљевског двора) постајала све важнија функција. Пипин Хересталски је био први мајордом који је управљао целом државом од 687. до 714. године. Његови наследници су исто мајордоми. Син Пипина Млађег, Карло Мартел је владао неколико година без краља, иако сам себе није сматрао краљем. Заслужан је за одбрану Европе од арапске инвазије у бици код Поатјеа 732. године.
Од средине осмог века, Карлов син Пипин Мали, је постао први краљ из династије Каролинга. Ова династија је значајно проширила територију Франачке, која је 800. подигнута на ниво царства за време владавине Пипиновог сина Карла Великог. Карло Велики је у својим походима уништио државе Лангобарда и Авара, а затим и његов син Лудвиг Побожни су владали великим делом западне и централне Европе. Након Лудвигове смрт, Уговором из Вердене Франачку су 843. поделила његова три сина: Источну Франачку је добио Лудвиг I Немачки, Средњу Франачку Лотар I, а Западну Франачку Карло Ћелави. Источном делу одговара на оно што је касније постало Свето римско царство, а западном данашња Француска. Заклетве из Стразбура између Карла Ћелавог и Лудвига Немачког, којима су они годину дана раније склопили савез против најстаријег брата Лотара, је најстарији извор који потврђује употребу два различита језика на две стране Рајне (тевтонски и романски језици). Овај текст је често био представљан као оснивачки документ Француске (и Немачке). Потомци Карла Великог су задржали симболичан утицај на територијама које приближно одговарају данашњој Француској све до 987, кад је војвода Хуго Капет изабран за краља Француске. Првобитно језгро француске државе је одговарало феудалном домену краљева из династије Капета (област Ил д Франс у околини Париза).

### Средњи век
Наследници Хуга Капета су се смењивали на престолу Француске кроз три сукцесивне династије (Капети (987—1328), Валоа (1328—1589) и Бурбона све до 1792. када је погубљен краљ Луј XVI, а затим од 1814. до 1848.
Први краљеви из династије Капета су постепено ширили краљевске овласти, јачали Француско краљевство, упркос противљењу енглеске династије Плантагенета која је држала неке територије Француске. Сукоб Плантагенета и Капета је почео крајем 12. века, када је француски краљ Филип II Август проширио територију Француске од Пиринеја до Ламанша. Године 1209. покренут је Албижански крсташки рат како би се уклонили јеретички катари из Окситаније (на југу данашње Француске). Овим походом уништени су и катари и сломљена независност јужних делова Француске.
Године 1337. у предвечерје првог таласа Црне смрти, тензије између нове француске династије Валоа и Плантагенета довеле су до низа сукоба познатих под именом Стогодишњи рат (1328—1453). У већем делу Стогодишњег рата више успеха су имали Енглези, а то је кулминирало Уговором из Троа 1420. којим је краљ Енглеске Хенри V је постао регент француског краља Шарла VI. Инспирисани Јованком Орлеанком и преласком војводства Бургундије на њихову страну, Французи су преокренули ток рата и успели да тријумфују у рату, преотевши Енглезима све поседе у Француској осим Калеа. Француска је током рата еволуирала политички и војнички. Стогодишњи рат и црна смрт су ојачале ауторитет краља, која је постала неоспорна у 15. веку за време владавине Луја XI.
Краљ Луј XI се сукобио са бургундском војводом Карлом Смели током Бургундијских ратова. Француска је присвојила Бургундију, али је део Бургундије (данашњи Франш-Конте) уступљен Шпанији 1493. Од 1487. до 1491. је ратовала и поразила војводство Бритању, а припојила га је 1532.

### Ренесанса и апсолутизам
Француска је доживела велики културни напредак за време краља Франсоа I. Француска се умешала у дуге Италијанске ратове (1494—1559). Краљ Франсоа I се суочио се са моћним непријатељима, и био је заробљен и бици код Павије. Француска је нашла савезника у Османском царству Сулејмана Величанственог. Османски адмирал Хајрудин Барбароса је освојио Ницу 1543. и предао ју је Франсои I. У исто време у Француској се појавила протестантска реформација, коју је овде предводио Жан Калвин, против моћи Католичке цркве у Француској. Током 16. века Француска је основала своје колоније у Северној Америци. Жак Картје је путовао дубоко у територију Северне Америке. Највећа група француских колонија ће постати позната под именом Нова Француска.
Верски ратови између католика и протестаната су обележили другу половину 16. века и владавину последњих Валоа (Франсое II, Шарла IX, Анрија III) су одвојили Француску од европских позоришта. Сукоб се завршио ступањем на престо Анрија IV (првог краља из династије Бурбона и бившег протестанта), доминацијом католика и релативном верском толеранцијом кроз Нантски едикт. Тек Луј XIII и његов министар Ришеље су кроз Тридесетогодишњи рат покушали и успели да скрше моћ хабзбуршке Шпаније у корист Француске. Због преране смрти ових актера, равнотежа моћи је обновљена, да би на крају Мазарен трајно окончао рат кроз Вестфалски мир 1648. и Пиринејски мир 1659.
Француска монархија је достигла врхунац у 17. веку током владавине Луја XIV. Он је био апсолутни владар врло централизоване државе. У ово време Француска је имала најбројније становништво у Европи и била најзначајнији фактор у европској политици, економији и култури. У колонијалном домену, Луј XIV је наставио дело Франсое I, са успешним освајањима Кариба, Луизијане и Сенегалa. Међутим, недостатак одлучности Луја XV је дозволио уступке Енглезима у Индији и Канади и тиме поништио успехе својих претходника.

### Револуција и Француско царство
Финансијски проблеми, неуспех реформи и незадовољство народа је довело до Француске револуције. Револуцији је претходио покушај Скупштине сталежа да донесу устав Француске. Када је краљ Луј XVI покушао војском да распусти скупштину, незадовољни Парижани су 14. јула 1789. заузели тврђаву и затвор Бастиљу. Политички и друштвени немири (супротстављање трећег сталежа племству) је на крају довео до погубљења краља и укидања монархије 10. августа 1792. Текућа револуција је довела до смене неколико система власти (конвента, директоријума и конзулства), уз скоро константне ратове са другим европским монархијама, забринутих због ширења републиканских идеја.
Године 1799. власт у републици преузео Наполеон Бонапарта је преузео вођство Републике 1799. и прогласио се за цара Француске 1804. Његове армије су се бориле широм Европе, освојиле многе земље, а Наполеонови рођаци су постали нови владари освојених држава. За време његове владавине састављен је Наполеонов код, законик грађанског права, који је постао узор за многе правне системе у свету. После коначног пораза Наполеона 1815. у бици код Ватерлоа, Француска је поново постала монархија.

### Период немира
Период после Наполеоновог пада 1815. обележио је нови покушај увођења уставне монархије, али незадовољства због владавине Луја XVII и Шарла X довеле до Јулске револуције 1830, којом је на престо доведен Луј Филип I. Јулску монархију је од 1830. до 1848. подржавала буржоазија, али је такође стекла и велику опозицију међу бонапартистима и републиканцима. Незадовољством Јулском монархијом је довело до револуције фебруара 1848. године и покушаја увођења председничког система у оквиру Друге Републике.
Дана 2. децембра 1851. председник Републике, Луј-Наполеон Бонапарта, нећак цара Наполеона I, је организовао државни удар. Он је 14. јануара 1852. постао цар под именом Наполеон III. У оквиру Другог царства, земља доживљава почетке друге индустријализације, вођене либералном економском политиком која се заснивала на изградњи јаких структура капитала (банака, компанија, железница, тешке индустрије и индустрије текстила, робних кућа. У домену спољне политике, Наполеон III је осигурао поверење Велике Британије (после победоносног Кримског рата), што је помогло ширењу утицаја Француске на Блиском истоку, док су успехом у рату за уједињење Италије против Аустрије је довело до анексије Савоје и Нице по уговору са Краљевином Пијемонт). И поред свега овога владавина Наполеона III је стекла озбиљне противнике и у земљи (међу радницима и републиканцима) и ван ње. Жеља за вођењем рата против Пруске током процеса уједињења Немачке је само убрзала његов пад. Тежак пораз у бици код Седана и царево заробљавање омогућио је посланицина да три дана након битке преузму власт и тиме дефакто укину монархију. Нова република је морала да тек успостављеном Немачком царству препусти Алзас и Лорену и плаћа ратну одштету. Париски радници, незадовољни због великог притиска који им је рат проузроковао, су протерали владу из Париза и образовали краткотрајну Париску комуну, што је био први пример радничке револуције.
Француска је почетком крајем 18. и почетком 19. века остала без скоро свих својих поседа у Новом свету, али је почевши од 1830. па до Првог светског рата образовала ново колонијално царство у северозападној Африци, на Мадагаскару, у Индокини и полинезијским острвима.

### Колонијализам
Током 17. и 18. века Француска је основала колоније у Северној Америци, Нову Француску (долина реке Сен Лорен), Луизијану и на острвима Кариба. Нову Француску је изгубила у рату против В. Британије 1763, а Луизијану је Наполеон 1803. продао САД. У 19. веку Француска је створила велико колонијално царство у Африци, Азији (Индокина), и острвима Пацифика.
Након Другог светског рата, Француска је дала независност готово свим својим колонијама. Нарочито су били крвави ратови за независност Вијетнама и Алжира.

### Савремена историја
У Првом светском рату Француска је уз Русију, Велику Британију и Србију била главни противник Немачке и Аустроугарске. По броју жртава на страни савезника Француска заузима друго место са 25%, што је преведено у бројкама 5,6 милиона, од којих је 1,357 милиона војника погинуло, а 4,266 рањено. Као до тада једна од водећих колонијалних сила света, Француска је водила рат за одбрану свог политичког и економског утицаја.
За разлику од Првог светског рата, када је Француска имала водећу улогу на страни савезника, у Другом светском рату је брзо поражена и окупирана јуна 1940. Немци су је поразили користећи муњевите тенковске продоре (блицкриг). Окупатори су поделили Француску на два дела; на северозападни део који је директно окупирала Немачка, и на југоисточни део којим је управљала колаборационистичка влада у Вишију. За време рата у Француској је деловао покрет отпора. Новембра 1942. Немци су окупирали и југоисток Француске. Француску су ослободили англо-амерички савезници, углавном САД, а ослобађање је започело искрцавањем у Нормандији јуна 1944. (види: битка за Нормандију). Нову, антифашистичку владу Француске је организовао покрет генерала Шарла де Гола. Француски губици живота у току рата су укупно били мали, иако је јеврејска заједница веома страдала.
Деценију по завршетку рата Француска губи главне колоније у Африци. Од 1958. (Пета република), председник Француске има јаке надлежности у области извршне власти. Последњих деценија Француска је са Немачком играла централну улогу у интеграцији земаља Европе у Европску унију. Евро је уведен као национално средство плаћања 1999. Пре тога коришћена је традиционална валута Француске: француски франак. Француска је једна од 5 сталних чланица Савета безбедности Уједињених нација.

## Политика
Француска је централизована полупредседничка република. Устав Пете републике је усвојен на референдуму 28. септембра 1958. Референдум је значајно ојачао ауторитет извршне власти у односу на скупштину. Извршна власт има двојицу лидера: Председника републике (тренутно Емануел Макрон), који је шеф државе и бира се директно на изборима на мандат од 5 година (претходно 7), и Владу, на чијем је челу премијер којег именује председник. Тренутни премијер је Едвард Филип.
Парламент је дводоман и састоји се из Народне скупштине која броји 577 чланова, и посредно изабраног Сената сачињеног од 331 особе. Народна скупштина има моћ да распусти владу, па тако већина чланова у скупштини бира владу. Сенатори се бирају на мандат од 6 година (првобитно 9 година), а једна половина посланика се бира сваке три године почевши од септембра 2008. Законодавна моћ скупштине је ограничена; у случају неслагања два дома Парламента, Народна скупштина има последњу реч, осим код уставних закона. Влада има јак утицај на обликовање става парламента.
Политику Француске одликују два супротстављена блока: један левичарски око Социјалистичке партије и десничарски, претходно окупљен око странке Окупљање за републику, а данас око њеног наследника Уније за народни покрет.

### Административна подела
Након административних реформи из 2016. године, Француска Република је подељена на 18 региона (који се даље деле у 101 департман, 335 округа, 2.054 кантона, 36.658 општине), 5 прекоморских заједница (Француска Полинезија, Сен Бартелеми, Свети Мартин, Сен Пјер и Микелон и Валис и Футуна) једне прекоморске територије (Француске јужне и антарктичке земље), једног посебног колективитета (Нова Каледонија) и једног ненасељеног острва под директном надлежношћу Министарства поморства — Острво Клипертон.
Метрополитанска Француска подељена је на 13 региона, укључујући и Корзику. Осталих 5 региона (Гваделуп, Мартиник, Француска Гијана, Реинион и Мајот) налазе се изван Европе.
Списак нових и старих француских региона са департманима, поредани азбучним редоследом:
| Региони Метрополитанске Француске |                                     | |
| Бретања                           | Бретања                             | Обале Армора, Финистер, Ил и Вилен, Морбијан                                                                                  |
| Бургундија-Франш-Конте            | Бургоња · Франш-Конте               | Златна обала, Нијевр, Саона и Лоара, Јон, Ду, Горња Саона, Јура, Територија Белфор                                            |
| Гранд Ест                         | Алзас · Шампања-Ардени · Лорена     | Доња Рајна, Горња Рајна, Ардени, Об, Горња Марна, Марна, Мерт и Мозел, Меза, Мозел, Вогези                                    |
| Ил де Франс                       | Ил де Франс                         | Есон, Сенски висови, Париз, Сена и Марна, Сена-Сен Дени, Долина Марне, Долина Оазе, Ивлин                                     |
| Корзика                           | Корзика                             | Јужна Корзика, Горња Корзика                                                                                                  |
| Нова Аквитанија                   | Аквитанија · Лимузен · Поату-Шарант | Дордоња, Жиронда, Ланде, Лот и Гарона, Атлантски Пиринеји, Корез, Крез, Горњи Вијен, Шарант, Приморски Шарант, Де Севр, Вијен |
| Нормандија                        | Горња Нормандија · Доња Нормандија  | Ер, Приморска Сена, Калвадос, Манш, Орн                                                                                       |
| О де Франс                        | Север-Па де Кале · Пикардија        | Север, Па де Кале, Ен, Оаза, Сома                                                                                             |
| Оверња-Рона-Алпи                  | Оверња · Рона-Алпи                  | Алије, Кантал, Горња Лоара, Пиј де Дом, Ен, Ардеш, Дром, Горња Савоја, Изер, Лоара, Рона, Савоја                              |
| Окситанија                        | Југ-Пиринеји · Лангдок-Русијон      | Арјеж, Аверон, Жерс, Горња Гарона, Високи Пиринеји, Лот, Тарн, Тарн и Гарона, Од, Гар, Еро, Лозер, Источни Пиринеји           |
| Прованса-Алпи-Азурна обала        | Прованса-Алпи-Азурна обала          | Горњопровансалски Алпи, Приморски Алпи, Ушће Роне, Горњи Алпи, Вар, Воклиз                                                    |
| Регион Лоара                      | Регион Лоара                        | Атлантска Лоара, Мен и Лоара, Мајен, Сарт, Вандеја                                                                            |
| Центар-Долина Лоаре               | Центар                              | Шер, Ер и Лоар, Ендр, Ендр и Лоара, Лоаре, Лоар и Шер                                                                         |
| Прекоморски француски региони     |                                     | |
| Гваделуп                          | Гваделуп                            | |
| Мартиник                          | Мартиник                            | |
| Француска Гијана                  | Француска Гијана                    | |
| Мајот                             | Мајот                               | |
| Реинион                           | Реинион                             | |

| датум          | назив              | локални назив | напомене                  |
| -------------- | ------------------ | ------------- | ------------------------- |
| 1. јануар      | Нова година        |               |                           |
| покретни датум | Ускрсшњи понедељак |               | дан након Ускрса          |
| 1. мај         | Празник рада       |               |                           |
| 8. мај         | Дан победе         | 1945          | крај Другог светског рата |
| покретни датум | Вазнесење Господње |               | 40 дана након Ускрса      |
| покретни датум | Духови             |               | седми дан после Ускрса    |
| 14. јул        | Дан пада Бастије   |               | највећи француски празник |
| 15. август     | Велика Госпојина   |               |                           |
| 1. новембар    | Сви свети          |               |                           |
| 11. новембар   | Дан примирја       | 1918          | крај Првог светског рата  |
| 25. децембар   | Божић              |               |                           |

## Становништво
По процени од 1. јануара 2023. број становника укључујући и прекоморске области износи 68,042,591. По броју становника Француска заузима друго место у Европској унији (после Немачке) и чини 13% становништва ове организације.
По подацима из 2021, просечан број деце по жени износио је 1,84, што је пад са 2,0 у 2010. години. Француска популација постаје све старија; просечан становник Француске стар је 41,7 година, док је око 20% становника старије од 65 година.
Просечно трајање животног века у Француској је 82,7 година, 12. најдуже на свету.
Од 2006. до 2011. популација се повећавала за 0,6% годишње. Од 2011. раст популације је између 0,4% и 0,5% годишње.
У 2010. години, 27% новорођенчади у Француској имало је бар једног родитеља рођеног ван Француске.
Године 2003. родило се 792.600, а умрло 560.300 људи. Када је 2004. вршен попис 16,2% становништва је било старије од 65 и 25,3% млађе од 20 година, док је 1994. 14,6% становништва било изнад 65 и 26,7% испод 20 година.
У 2003. години склопљено је 280.300 бракова, што је 6000 мање него 2002. У просеку мушкарци су имали 30,4, а жене 28,3 године.

### Етничке групе
- Французи
- Бретонци
- Баски
- Корзиканци
- Немци (у Алзасу)
- Фламанци
- Арапи (4,5 милиона)
- Окситанци
- Каталонци
- Јевреји
- Португалци
- остале етничке групе из источне Европе и Африке

Француска има снажну политику асимилације свих етничких група у једну Француску нацију. Бретонски језик у региону Бретање је скоро потиснут из школа. У Француској се веома ретко говори о аутохтоним етничким групама и њиховим међусобним језичким и културним разликама, што је државна политика. Упркос свему, велики број Бретонаца снажно подржава аутономију своје регије, али је Француска на време реаговала и економском политиком приморала велики број Бретонаца да емигрирају у Париски регион.
Различитост аутохтоног становништва огледа се и у дијалекту; становници југа Француске имају доста другачији и оштрији дијалекат од северњака.
Град Тулуз је највећи град Окситана и њихова престоница. На југу Француске ка граници са Шпанијом је и регија Баска која се мањим делом налази у Француској, а већим у Шпанији. Корзиканци су етничка група најсличнија Италијанима. Корзика је један од најруралнијих делова државе што приморава становнике да мигрирају у континентални део државе. Значајну етничку групу Француске чине Арапи и Африканци који су углавном сконцентрисани око великих градова. Град са највишим процентом Арапа је Марсељ и околина, где они чине већинско становништво. По неким статистикама стоји да у Француској има 4,5 милиона Арапа. У периоду после Другог светског рата имигранти све чешће долазе у сукоб са актуелном влашћу пре свега због тешког социјалног положаја али и због расне дискриминације. Иако Француска важи за европску демократију, дискриминација на расној основи није ретка, нарочито према Арапима и Африканцима.

### Религија
Француска је по уставу лаичка држава која поштује све религијске заједнице и не разликује их. Становништво се не пописује по вероисповести, али постоје статистичке индикације.
По подацима из 2006. у Француској 51% становништва припада римокатоличкој цркви, 31% су атеисти, око 4% су муслиманске вероисповести, протестаната има 3%, јевреја 1%. Преосталих 10% припада другим религијским заједницама или се не изјашњава.
Анкета из 2007. је на питање „Којој религији сте најближи” дала следеће резултате: 64% католицизму, 3% исламу, 2,1% протестантизму и 0,6% јудаизму. 27% анкетираних су се изјаснили као атеисти.
По подацима из 2016. године, 51,1% становништва били су хришћани, 39,6% било је нерелигиозно, 5,6% били су муслимани, 2,5% припадали су другим религијама, док се 0,4% није изјаснило. Јеврејска заједница у Француској трећа је највећа на свету, после Израела и САД, а броји од 480,000 до 600,000 људи, односно око 0,8% становништва.

### Највећи градови
Највећи и најважнији градови су Париз (париски регион Ils de France) са око 12 милиона становника, затим Марсељ, Лил и Лион који имају око милион становника.
| Извор: Државни институт за статитику | Извор: Државни институт за статитику | Извор: Државни институт за статитику | Извор: Државни институт за статитику | Извор: Државни институт за статитику | Извор: Државни институт за статитику | Извор: Државни институт за статитику | Извор: Државни институт за статитику | Извор: Државни институт за статитику | Извор: Државни институт за статитику |
|                                      | №                                    | Град                                 | Департман                            | Популација                           | №                                    | Град                                 | Департман                            | Популација                           |                                      |
| ------------------------------------ | ------------------------------------ | ------------------------------------ | ------------------------------------ | ------------------------------------ | ------------------------------------ | ------------------------------------ | ------------------------------------ | ------------------------------------ | ------------------------------------ |
| Париз Марсељ                         | 1.                                   | Париз                                | Париз                                | 2.243.833                            | 11.                                  | Рен (Француска)                      | Ил и Вилен                           | 207.178                              | Лион Тулуза                          |
| Париз Марсељ                         | 2.                                   | Марсељ                               | Ушће Роне                            | 850.726                              | 12.                                  | Ремс                                 | Марна                                | 179.992                              | Лион Тулуза                          |
| Париз Марсељ                         | 3.                                   | Лион                                 | Рона                                 | 484.344                              | 13.                                  | Авр                                  | Приморска Сена                       | 175.497                              | Лион Тулуза                          |
| Париз Марсељ                         | 4.                                   | Тулуза                               | Горња Гарона                         | 441.802                              | 14.                                  | Сент Етјен                           | Лоара                                | 171.260                              | Лион Тулуза                          |
| Париз Марсељ                         | 5.                                   | Ница                                 | Приморски Алпи                       | 343.304                              | 15.                                  | Тулон                                | Вар                                  | 164.532                              | Лион Тулуза                          |
| Париз Марсељ                         | 6.                                   | Нант                                 | Атлантска Лоара                      | 284.970                              | 16.                                  | Гренобл                              | Изер                                 | 155.637                              | Лион Тулуза                          |
| Париз Марсељ                         | 7.                                   | Стразбур                             | Доња Рајна                           | 271.782                              | 17.                                  | Дижон                                | Златна обала (француски департман)   | 151.212                              | Лион Тулуза                          |
| Париз Марсељ                         | 8.                                   | Монпеље                              | Еро                                  | 257.351                              | 18.                                  | Анже                                 | Мен и Лоара                          | 147.571                              | Лион Тулуза                          |
| Париз Марсељ                         | 9.                                   | Бордо                                | Жиронда                              | 239.157                              | 19.                                  | Вилербан                             | Рона                                 | 145.150                              | Лион Тулуза                          |
| Париз Марсељ                         | 10.                                  | Лил                                  | Север                                | 227.560                              | 20.                                  | Сен Дени                             | Реинион                              | 145.022                              | Лион Тулуза                          |

## Језици
Званични језик у Француској је француски, који поседује различите дијалекте у зависности од подручја, али који нису јасно дефинисани у француској граматици.
Регионални језици попут бретонског у Бретањи, фламанског на граници са Белгијом, баскијског у централним и источним Пиринејима, каталонског, окситанског и других, углавном се могу учити у школи као други страни језик, али њихова употреба у службеним документима и на државном нивоу је забрањена. Француска такође не признаје националне мањине, водећи се националистичком политиком асимилације. У француским прекоокеанским колонијама поред француског користе се и локални језици. Арапски језик није у званичној употреби иако велики број Арапа живи у Француској.

## Привреда
Француска има једну од најразвијенијих привреда на свету. Чланица је групе Г7, која окупља водеће привреде света. По висини бруто друштвеног производа, мереног према куповној моћи, на деветом је месту на свету, и на трећем међу земљама Европске уније. У 2010. години од пет стотина највећих предузећа на свету 39 је било из Француске, што ју је сврстало на четврто место, испред Немачке и Уједињеног Краљевства. Године 1999. Француска је заједно са једанаест земаља Европске монетарне уније увела евро, чиме је у потпуности заменила франак као средство плаћања.
Француска има мешовиту привреду коју карактерише веома развијен приватни сектор и јака јавна предузећа као и уплитање државе. Влада има велики утицај у најважнијим инфраструктурним предузећима. Има већинско власништво над железницама, електропривредом, највећим авиопревозничким и телекомуникационим предузећима. Почетком деведесетих година 20. века почела је да смањује удео у власништву над овим предузећима. Влада Француске полако приватизује државни сектор и продаје свој удео у Франс телекому, Ер Франсу, као и у банкама, осигуравајућим друштвима, и у одбрамбеној индустрији. У Француској се налази седиште највећег светског произвођача авиона — „Ербас”. Такође, Француска има и свој космодром Гијански свемирски центар (фр. Centre Spatial Guyanais) који је смештен у Француској Гијани.
Према подацима Светске трговинске организације (СТО) за 2008. годину, Француска је била шести извозник и четврти увозник робâ. Године 2008. Француска је са 118 милијарди долара била трећа међу земљама ОЕЦД-а по обиму страних директних инвестиција, иза Луксембурга (где су стране директне инвестиције углавном представљале новчане трансфере банкама које се тамо налазе) и САД (316 милијарди), а испред Уједињеног Краљевства (96,9 милијарди), Немачке (25 милијарди), или Јапана (24 милијарде).
Исте године, француска предузећа су инвестирала 220 милијарди долара у иностранству, што је Француску сврстало на друго место највећих инвеститора међу чланицама ОЕЦД-а, иза САД (311 милијарди), а испред Уједињеног Краљевства (111 милијарди), Јапана (128 милијарди) и Немачке (157 милијарди).
Финансијске услуге, банкарство и сектор осигурања су важни делови француске привреде. Париска берза (фр. La Bourse de Paris) је стара установа, коју је 1724. основао Луј XV. Године 2000. париска, амстердамска и бриселска берза су се удружиле и основале Јуронекст. Јуронекст се 2007. спојио са Њујоршком берзом ради стварања највеће светске берзе Ен-Вај-Ес-И јуронекст (енгл. NYSE Euronext). Јуронекст Париз, француски огранак Ен-Вај-Ес-И јуронекст групе, по обиму трговања је друга берза у Европи, после лондонске.
Француска предузећа имају водеће позиције у областима осигурања и банкарства: „Акса” (фр. AXA) је највећа осигуравајућа кућа на свету, док су „Бе-Ен-Пе париба” и „Креди агрикол” у 2010. години, по висини улога, биле пета и шеста банка на свету, а Сосијете женерал је 2009. била осма на свету.
Међу земљама Г8 Француска најмање емитује угљен-диоксид, захваљујући великим улагањима у нуклеарну енергију. Као резултат великог улагања у нуклеарну енергију, највећи део електричне енергије у Француској производи 59 нуклеарних реактора. Све ово онемогућава производњу енергије из обновљивих извора.

### Пољопривреда
Француска је током своје историје била велики произвођач пољопривредних производа. Велики предели плодне земље, примена савремене технологије, и субвенције Европске уније допринели су да Француска постане водећи произвођач и извозник пољопривредних производа у Европи (што чини 20% пољопривредне производње у ЕУ и трећи је извозник пољопривредних производа у свету.
Пшеница, живина, млечни производи, говедина, и свињетина, као и светски познати прехрамбени производи су најважнији француски извозни производи у области пољопривреде. Шампањац и бордо су важни извозни производи, познати широм света. Субвенције за пољопривреду Европске уније Француској се смањују последњих година, а 2007. су износиле око осам милијарди евра. Исте године, Француска је продала пољопривредне производе у вредности од 33,4 милијарде евра. Пољопривреда је према томе важан део француске привреде: 3,8% активног становништва је запослено у пољопривреди, док је у 2005. прехрамбена индустрија чинила 4,2% БДП-а.

### Рударство и индустрија
Француска лежи на великим рудним богатствима од који се значајно истичу налазишта угља, гвоздене руде, боксита, урана, камене соли, цинка, нафте и природног гаса.
Индустрија је најразвијенија у Париском басену, а нарочито црна и обојена металургија, прехрамбена, текстилна, аутомобилска, авионска, индустрија гуме и машинска индустрија. Такође истичу се и хемијска и електронска индустрија, као и рафинисање нафте.
Француска је европски рекордер у производњи и дистрибуцији електричне енергије из нуклеарних електрана. Око 78% потреба државе за енергијом задовољавају 59 нуклеарних електрана, по чему је друга у свету, иза САД. Са друге стране француска троши само 40% енергије произведене у нуклеарним електранама, а остатак извози, зарађујући годишње милијарде долара, по чему су светски рекордери.

### Саобраћај
Француска је једна од највећих и најзначајнијих земаља у Европи. Она излази на низ веома важних мора и протеже се кроз низ веома важних области (Атлантик, Ламанш, Средоземље, област Алпа, долине Рајне и Роне), па је многи сматрају „кључном земљом западне Европе”. Француска је такође високоразвијена земља, што све заједно чини њену саобраћајну мрежу густом, високо развијеном и сигурном.
Француска има развијен друмски, железнички, ваздушни и водни саобраћај. Највећи саобраћајни чвор земље и једна од највећих у Европи је главни град, Париз.
По подацима из 1998. године укупна дужина железничке мреже у Француској је 31.939 km, од чега је 31.840 km под надлежношћу СНЦФ-а. Ово се односи на пруге стандардног колосека. Поред тога у земљи постоји и 99 km пруга уског колосека (1000 mm). Француска железница је веома напредна и она је превазишла многе природне препреке, попут Ламанша, где постоји подземна веза железницом. Такође, француска железница слови за најбржу на свету. Године 2007. постигнут је нови рекорд од 575 km/h. „ТЖВ” возови обично иду брзинама преко 300 km/h, па је чак у земљи отворена расправа да ли се временски исплати ићи авионима на домаћим линијама.
Градска железница је присутна у свим већим француским градовима. Метро систем је присутан у највећим градовима. За разлику од других земља возови се крећу левом страном (изузев у Лионском метроу). Престоница Париз има најразвијенију метро мрежу са 16 линија.
Укупна дужина путева у Француској у 1998. години је 893.300 km, од чега је на савремене ауто-путеве отпадало 12.000 km, а на магистралне путеве 30.500 km. Управа над ауто-путевима је у рукама приватних предузећа, али под надгледањем државних органа. Друмска мрежа је високо развијена, али по густини заостаје за многим европским земљама (нпр. Немачка). Такође, заостаје и за француском железницом. Путна мрежа нижег ранга такође је високог квалитета. Државни ауто-путеви се углавном поклапају са Европским саобраћајним коридорима и носе двозначну ознаку „М+број”. У расподели бројева нема строгих правила, мада постоје нека начела. Нпр. најстарији (а тим и најважнији) ауто-путеви носе бројеве од А1 до А10, а ауто-путеви који крећу од Париза су сви испод броја А20. Најчешћи случај је да један важни ауто-пут који креће од престонице носи једноцифрен број (нпр. А1), а да ауто-путеви који се одвајају од њега именују двоцифреним бројем који почиње цифром првог (нрп. А186, А137). Поред Париза велика ауто-путна чворишта су и Марсељ, Лион, Лил, Бордо, Стразбур, Ле Ман. На прилазима великим градовима ауто-путеви често имају и по 3 траке у једном смеру.
У погледу водног саобраћаја истичу се следеће луке — Марсељ, Авр, Денкерк, Руан, Нант и Бордо. Највећа лука је у Марсељу, која је и светског значаја и опслужује више земаља у залеђу. Лука Авр је главна лука града Париза и налази на ушћу Сене у Ламанш. Све важне луке су се развиле на ушћима великих река у море.
Унутрашњи водни саобраћај Француске је веома развијен, јер постоје изванредни услови за то — велики равничарски предео, велики број великих и дугих река, ниски превоји и развођа. Дужина путева (пловних река и канала) је 14.932 km, од чега је 6.969 km под сталним прометом. Иако окосницу чине реке Француске, попут Лоара, Жиронде, Роне, Сене, на државну мрежу наслањају и гранични пловни путеви (Рајна, Меза) више околних земаља (Белгија, Немачка, Француска). Вештачки прокопани канали играју веома важну улогу у унутрашњем водном саобраћају Француске будући да спајају сва прометно битнија мора и реке и омогућавају пловидбу између различитих делова земље без изласка из територијалних вода. Такође, она знатно скраћују неке природне пловне раздаљине. У држави постоји девет међународних аеродрома, а највећи су „Орли” и „Шарл де Гол” у Паризу. Државна авио-компанија је Ер Франс.

### Туризам
Француска је једна од најпосећенијих држава на свету. Са 81,9 милиона страних туриста 2011. године, Француска је испред Шпаније и Сједињени Држава. У Француској се налазе градови од великог културног значаја (од којих је најзначајнији Париз), морска и планинска летовалишта и руралне области у којима људи могу да уживају у природи и миру. Осим овог вида туризма, градић Лурд угости више милиона верских туриста сваке године. Најпопуларније туристичке знаменитости Француске (према подацима из 2003. године) су: Ајфелов торањ, музеј Лувр, Версајски дворац, музеј Орсе, Тријумфална капија, Центар Жорж Помпиду, Мон Сен Мишел, дворац Шамбор, Сен Шапел, Дизниленд Париз, дворац Високи Кенигсбург, Пи де Дом, Пикасов музеј и Каркасон.

## Култура
- Француска академија
- Француска уметност
- Француска књижевност
- Француска музика
- Списак Француза

У Паризу се налази вероватно најпознатији музеј уметности на свету: Лувр.

### Спорт
Два најпопуларнија спорта у Француској су фудбал и рагби. У северном делу Француске популарнија је игра са округлом лоптом, а у јужном делу Француске популарнија је игра са јајастом лоптом. У Француској има 1 800 000 регистрованих фудбалера и 18 000 фудбалских клубова. Француска је била организатор Светског првенства у фудбалу 1938 и 1998. као и Европског првенства у фудбалу 2016. Фудбалери Француске били су два пута шампиони Европе (1984. и 2000.) и два пута шампиони Света (1998. и 2018.). ФК Олимпик Марсељ био је шампион Европе 1993. У Француској има 360 000 регистрованих рагбиста и 1800 рагби клубова. Француска је била домаћин Светског првенства у рагбију 2007. Рагби репрезентација Француске била је 17 пута шампион Европе и 3 пута је играла финале Светског првенства. Француски рагби клуб Стад Тулуз је један од најславнијих рагби клубова на Свету. Тулуз је 4 рекордна пута освајао Куп европских шампиона. У Француској су заступљени још и бициклизам, тенис, џудо, кошарка и рукомет. Тениски турнир Ролан Гарос је један од најпрестижнијих на Свету, а Француска је позната и по чувеној бициклистичкој трци Тур де Франс.

## Симболи
Француска држава има богату збирку националних симбола. Поред заставе — триколора, националног мота, химне, грба, печата и логоа, то су и Маријана (девојка персонификација Француске), фригијска капа, петлови, скраћеница RF, национални празник 14. јул — Дан Бастиље, богиња слободе, лоренски крст (симбол антифашистичког покрета).

## Наука
Француска је дала велики допринос светској науци. Њени најзначајнији представници су: физичари Блез Паскал, Марија и Пјер Кири, хемичар Антоан Лавоазје, биолог Луј Пастер, математичар Лаплас, филозоф Рене Декарт и многи други.

## Школство
Као и у скоро свим осталим европским земљама школовање је обавезно. Деца могу похађати наставу у школама, код куће или учити самостално. За сада има око 10.000 деце и младих која не похађају ни један од наведених видова наставе. Школство Француске подељено је на предшколско (Maternelle), основну школу (école élémentaire), средњу школу (collège), гимназију (lycée), и факултет.
Најпрестижнија високошколска установа у Француској је универзитет Сорбона у Паризу.

## Медији
Најважнији француски штампани медији су дневне новине. Најпознатије су: Le Monde и Libération (око 500.000 примерака), Le Figaro (конзервативне, 450.000 примерака), Les Echos и La Tribune (привредне, између 125.000 и 180.000 примерака), L'Humanité (74.000 примерака), La Croix (католичке, 114.000 примерака), L'Equipe (спортске, 485.000 примерака), France soir.
Најважније недељни магазини су: Le Nouvel Observateur, (400.000 примерака), L'Express (400.000 примерака), Le Point (400.000 примерака), L'événement du Jeudi. Такође су познати регионалне новине Ouest France.
Најважнији ТВ медији су: TV5, TF1, France 2, France 3, Canal Plus, France 5/Arte, M6.